# 25e cérémonie des Tony Awards
La 25e cérémonie des Tony Awards a eu lieu le 28 mars 1971 au Palace Theatre sur Broadway et fut retransmise sur ABC.

## Cérémonie
La cérémonie présentée par Lauren Bacall, Angela Lansbury, Anthony Quayle et Anthony Quinn se déroula en présence de plusieurs personnalités venues décerner les prix dont Edie Adams, Vivian Blaine, Tom Bosley, Yul Brynner, Carol Channing, William Daniels, Alfred Drake, Nanette Fabray, Jill Haworth, Florence Henderson, Stanley Holloway, Richard Kiley, Paul Lynde, Patricia Morison, Robert Morse, Zero Mostel, Robert Preston, John Raitt, Leslie Uggams, Gwen Verdon, Virginia Vestoff, Ray Walston, David Wayne,. 
Plusieurs spectacles musicaux présentèrent des numéros en live. Pour 'occasion, le thème était "les temps forts de 25 ans de comédies musicales qui avaient remporté les Tony Awards". Le spectacle a débuté avec "What Happening at the Palace". Les présentateurs étaient Dick Cavett, Carol Channing et Ruby Keeler,.
| - Finian's Rainbow ("When I'm Not Near the Girl I Love" - David Wayne) - High Button Shoes ("Papa, Wont You Dance with Me?" - Nanette Fabray) - Kiss Me, Kate ("Where is the Life That Late I Led?" - Alfred Drake) - South Pacific ("There Is Nothing Like a Dame" - Ray Walston et la troupe) - Guys and Dolls ("Adelaide's Lament" - Vivian Blaine) - The King and I ("Shall We Dance?" - Patricia Morrison et Yul Brynner) - Wonderful Town ("It's Love" - Edie Adams) - Kismet ("The Olive Tree" - Alfred Drake) - Can-Can - The Pajama Game ("Hey There" - John Raitt) - Damn Yankees ("Whatever Lola Wants" - Gwen Verdon) - My Fair Lady ("Get Me to the Church on Time" - Stanley Holloway et la troupe) - The Music Man ("Ya Got Trouble" - Robert Preston et la troupe) - Redhead | - Fiorello! - The Sound of Music - Bye Bye Birdie - How to Succeed in Business Without Really Trying - A Funny Thing Happened on the Way to the Forum - Hello, Dolly! - Fiddler on the Roof ("If I Were A Rich Man" - Zero Mostel) - Mame - Man of La Mancha - Cabaret - Hallelujah, Baby! - 1776 - Applause |

Le final "There's No Business Like Show Business" a été chanté par l'ensemble des troupes présentes.

## Palmarès
| Meilleure pièce | Meilleure comédie musicale |
| --- | --- |
| - Sleuth – Anthony Shaffer - Home – David Storey - The Philanthropist – Christopher Hampton - Paul Sills' Story Theatre]' – Paul Sills | - Company - The Me Nobody Knows - The Rothschilds |
| Meilleur livret | Meilleure partition originale |
| - George Furth – Company - Robert H. Livingston et Herb Schapiro – The Me Nobody Knows - Sherman Yellen – The Rothschilds | - Company – Stephen Sondheim (musique et paroles) - The Rothschilds – Jerry Bock (musique) et Sheldon Harnick (paroles) - The Me Nobody Knows – Gary William Friedman (musique) et Will Holt (paroles)                                                                       |
| Meilleur acteur dans une pièce | Meilleure actrice dans une pièce |
| - Brian Bedford – The School for Wives dans le rôle de Arnolphe - John Gielgud – Home dans le rôle de Harry - Alec McCowen – The Philanthropist dans le rôle de Philip - Ralph Richardson – Home dans le rôle de Jack                                                                      | - Maureen Stapleton – The Gingerbread Lady dans le rôle de Evy Meara - Estelle Parsons – And Miss Reardon Drinks A Little dans le rôle de Catherine Reardon - Diana Rigg – Abelard and Heloise dans le rôle de Héloïse - Marian Seldes – Father's Day dans le rôle de Marian |
| Meilleur acteur dans une comédie musicale | Meilleure actrice dans une comédie musicale |
| - Hal Linden – The Rothschilds dans le rôle de Maire Rothschild - David Burns – Lovely Ladies, Kind Gentlemen dans le rôle de Col. Wainwright Purdy III - Larry Kert – Company dans le rôle de Bobby - Bobby Van – No, No, Nanette dans le rôle de Billy Early                             | - Helen Gallagher – No, No, Nanette dans le rôle de Lucille Early - Susan Browning – Company dans le rôle d'April - Sandy Duncan – The Boy Friend dans le rôle de Maisie - Elaine Stritch – Company dans le rôle de Joanne                                                   |
| Meilleur acteur de second rôle dans une pièce | Meilleure actrice de second rôle dans une pièce |
| - Paul Sand – Paul Sills' Story Theatre dans le rôle de plusieurs personnages - Ronald Radd – Abelard and Heloise dans le rôle de Gilies de Vannes - Donald Pickering – Conduct Unbecoming dans le rôle de Capt. Rupert Harper - Ed Zimmermann – The Philanthropist dans le rôle de Donald | - Rae Allen – And Miss Reardon Drinks A Little dans le rôle de Fleur Stein - Lili Darvas – Les Blancs dans le rôle de Madame Neilsen - Joan Van Ark – The School for Wives dans le rôle d'Agnes - Mona Washbourne – Home dans le rôle de Kathleen                            |
| Meilleur acteur de second rôle dans une comédie musicale | Meilleure actrice de second rôle dans une comédie musicale |
| - Keene Curtis – The Rothschilds dans le rôle de plusieurs personnages - Charles Kimbrough – Company dans le rôle de Harry - Walter Willison – Two by Two dans le rôle de Japheth | - Patsy Kelly – No, No, Nanette dans le rôle de Pauline - Barbara Barrie – Company dans le rôle de Sarah - Pamela Myers – Company dans le rôle de Marta |
| Meilleure mise en scène pour une pièce | Meilleure mise en scène pour une comédie musicale |
| - Peter Brook – A Midsummer Night's Dream - Lindsay Anderson – Home - Stephen Porter – The School for Wives - Clifford Williams – Sleuth | - Harold Prince – Company - Michael Kidd – The Rothschilds - Robert H. Livingston – The Me Nobody Knows - Burt Shevelove – No, No, Nanette |
| Meilleure chorégraphie | Meilleurs décors |
| - Donald Saddler – No, No, Nanette - Michael Bennett – Company - Michael Kidd – The Rothschilds | - Boris Aronson – Company - John Bury – The Rothschilds - Sally Jacobs – A Midsummer Night's Dream - Jo Mielziner – Father's Day |
| Meilleurs costumes | Meilleures lumières |
| - Raoul Pene Du Bois – No, No, Nanette - Jane Greenwood – Hay Fever et Les Blancs - Freddy Wittop – Lovely Ladies, Kind Gentlemen | - R.H. Poindexter – Paul Sills' Story Theatre - Robert Ornbo – Company - William Ritman – Sleuth |